# Верхнечерекулево
Верхнечерекулево (баш. Үрге Черекүл) — деревня в Илишевском районе Республики Башкортостан Российской Федерации. Входит в состав Черекулевского сельсовета.

## География

### Географическое положение
Расстояние до:
- районного центра (Верхнеяркеево): 6 км,
- центра сельсовета (Нижнечерекулево): 2 км,
- ближайшей ж/д станции (Буздяк): 113 км.

## Население
| 2002 | 2009 | 2010 |
| ---- | ---- | ---- |
| 415  | ↘405 | ↘402 |

Национальный состав
Согласно переписи 2002 года, преобладающая национальность — башкиры (98 %).